# Cinquecento
Pour Fiat Cinquecento, voir Fiat Cinquecento.

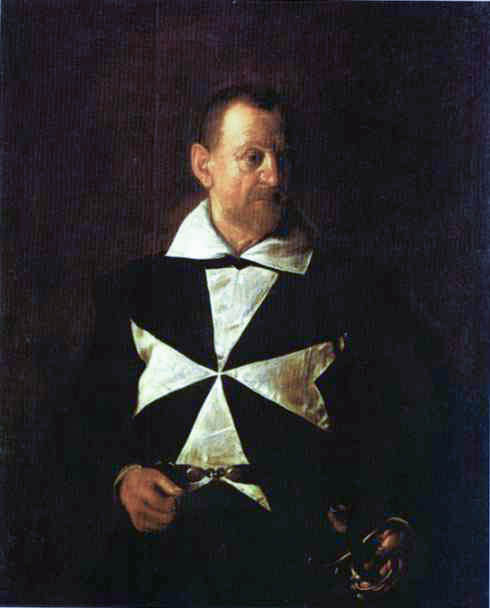
Portrait d'Antonio Martelli, chevalier de l'Ordre de Malte et condottiere italien au Cinquecento, par Le Caravage (période de la Haute Renaissance).

Le Cinquecento (/ˌt͡ʃiŋkweˈt͡ʃɛnto/) est le XVIe siècle italien, époque à laquelle survient la Haute Renaissance.
À cette époque, l'Italie est un territoire profondément divisé en États souvent concurrents et dont certains sont dominés par des puissances étrangères. Les guerres ravagent le pays.

## La renaissance italienne
À la suite de la Reconquista en péninsule Ibérique et de la chute de Byzance face aux Ottomans, des mouvements de population engendrent une redécouverte de l'Antiquité grecque et romaine et un large brassage culturel dans les domaines de l'art, de la littérature et de la philosophie[réf. souhaitée]. L'Italie connaît avant le reste de l'Europe une renaissance, elle devient à cette époque un véritable phare pour l'Occident. Cet élan créatif est soutenu par un commerce prospère qui permet aux plus riches de soutenir les arts[réf. souhaitée].

## Un nain politique
La situation des arts et de l'économie en Italie durant ce siècle ne se reflète pas sur le plan politique : bien au contraire, l'Italie est profondément divisée et conflictuelle.
- Florence : une diplomatie cousue d'or

Florence est une cité marchande de premier plan, qui a inventé la banque en étendant l'activité des changeurs médiévaux, et ainsi finance les armées des souverains d'Europe par ses représentations dans les grandes villes ; le florin prend une cote extraordinaire en Europe, et devient une monnaie internationale. Mais le duché est toujours seul parmi ses rivaux, et les retournements d'alliance sont versatiles.
- Venise : la porte de l'Orient

Depuis la chute de Byzance, Venise a repris le flambeau face à la présence des Turcs en Méditerranée, et assure le négoce : les denrées provenues d'Orient transitent par les mêmes chemins qu'emprunta Marco Polo. En dépit de cette prospérité, la cité des Doges, logée dans sa lagune, reste une ville dont l'ancrage territorial en Italie pose des difficultés, l'amenant à devoir lutter sur deux fronts (la terre et la mer, symboles figurant sur le Lion de Venise).
- Objets de convoitise de la part de souverains étrangers, ces riches cités sont politiquement désunies et doivent toujours composer avec l'armée qui surgit à leurs portes.

- La botte italienne à cette époque n'est pas encore une nation unifiée, alors que les territoires voisins sont déjà sous la bannière d'empires : constituant un enjeu pour leur expansion, elle est le théâtre des conflits entre la France et le Saint-Empire romain germanique, qui, au travers de la succession des guerres d'Italie, se disputent Naples et Milan.

## Les guerres ravagent l'Italie
Compte tenu de leur nombre, ces guerres vont emporter toute la botte italienne ; les négociations portant sur le renversement des alliances, et le droit de passage des armées vont bon train. Les condottiere y passent du rang de chefs de piétaille mercenaire, qui leur était dévolu précédemment, à celui de grands capitaines d'armées, investis du pouvoir de remettre les termes diplomatiques. Dans ce contexte, une Garde suisse pontificale est créée en 1506. Elle se battra en 1527 contre les troupes de Charles Quint lors de la septième guerre d'Italie.

## Situation de Venise

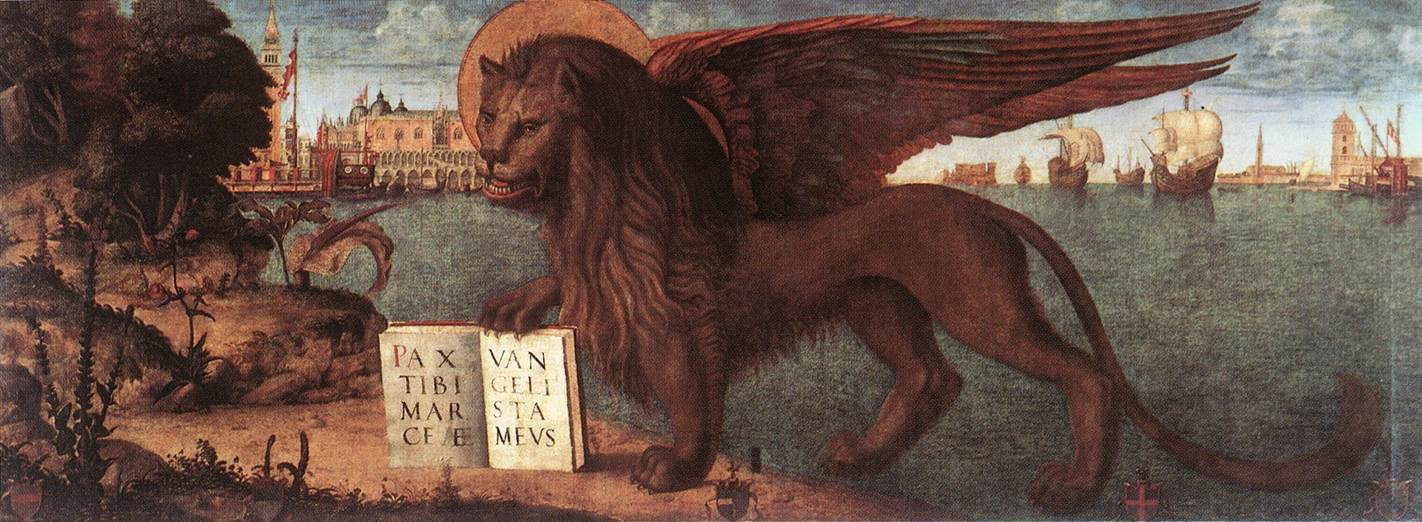
En 1516, Vittore Carpaccio peint le Lion de Saint-Marc, emblème de l'État vénitien.

Venise rejoint la Sainte Ligue, alliance contre la France et les Turcs, en 1511 : l'avancée de Soliman le Magnifique jusqu'aux portes de Vienne en 1529 fait craindre à Venise de subir le même sort que Constantinople. Les ligueurs remportent la bataille de Lépante en 1571, face aux Ottomans. La suprématie navale change de camp, ce qui favorise la sécurité du passage navires de commerce ; la pression navale turque ne cessera pourtant pas pour autant, et Venise devra céder Chypre en 1573.

## Situation de  la Toscane
Après les égarements de l'épisode de Savonarole, Florence instaure un régime de République de 1500 à 1530, représentée par les assemblées de la salle des Cinq-Cents, au Palazzo Vecchio. Avec l'aide des Habsbourg, la famille Médicis reprend de l'influence sur la vie politique de la cité : sous le règne de Cosme Ier de Médicis, la Toscane accède au rang de Grand Duché.